# Езине
Ѐзине (на италиански: Esine, на източноломбардски: Eden, Еден) е градче и община в Северна Италия, провинция Бреша, регион Ломбардия. Разположено е на 286 m надморска височина. Населението на общината е 5388 души (към 2013 г.).